# 브라이언 존슨
브라이언 존슨(영어: Brian Johnson, 1947년 10월 5일 ~ )은 영국의 싱어송라이터다. 1980년 본 스콧의 죽음 이후, 그는 호주의 하드 록 밴드 AC/DC의 세 번째 리드 싱어가 되었다. 그와 나머지 밴드는 2003년에 로큰롤 명예의 전당에 헌액되었다. 2016년 3월 청각장애로 Rock or Bust World Tour에서 하차했다. 그는 한 인터뷰에서 AC/DC에서 "실점이 꽤 좋았다"고 말했으며, 그가 돌아오지 않을 수도 있음을 암시했다. 2020년 9월 30일, AC/DC는 존슨이 동료 밴드 메이트 필 러드, 클리프 윌리엄스와 함께 2018년 8월에 밴드의 다가오는 음반인 《Power Up》을 녹음하기 위해 돌아왔다고 공식 확인했다.
존슨은 1971년 뉴캐슬어폰타인에서 결성된 록 밴드 조르디의 창단 멤버 중 한 명이었다. 영국 톱 10 〈All Because of You〉 (1973년)를 포함한 몇 번의 히트 싱글 이후, 이 밴드는 1978년에 해체되었다. 1980년 2월 19일 스콧이 사망한 후, 존슨은 AC/DC 오디션을 요청받았다. 리드 기타리스트 겸 공동창업자 앵거스 영은 "저는 리틀 리처드를 연주한 것을 기억하고, 그리고 나서 브라이언이 노래하는 것을 보았을 때의 이야기를 들려줍니다. 저기 위에서 한 남자가 목청껏 소리를 지르고 있는데 그 다음엔 갑판에 부딪힌다는 걸 알잖아요. 바닥에 엎드려 뒹굴며 비명을 지르고 있습니다. 저는 그것이 훌륭하다고 생각했고, 그 다음엔 더 좋은 앙코르를 얻을 수 없을 거라고 생각했죠. 그들이 와서 그 남자를 쫓아냈죠!!" 존슨은 그날 밤 늦게 충수염 진단을 받았고, 이것이 그가 무대에서 이리저리 싸운 원인이었다.
그 밴드는 즉시 존슨의 연주 스타일이 AC/DC의 음악에 적합하다고 동의했다. AC/DC가 수록된 그의 첫 음반인 《Back in Black》은 대부분의 추정치에 따르면 역대 두 번째로 베스트셀러 음반이 되었다. 《가디언》은 존슨으로의 성공적인 이적을 록 음악 역사상 50개의 주요 이벤트 목록에서 36위로 선정했다.
존슨은 독특한 가창력과 강한 조르디 억양으로 유명하다. 2014년 7월에는 음악산업에 기여한 공로가 큰 공로를 인정받아 뉴캐슬시 노섬브리아 대학교로부터 명예 음악박사학위를 받았다.

## 어린 시절
브라이언 프랜시스 존슨은 1947년 10월 5일 던스턴에서, 그 후 더럼주에서 태어났다. 그는 4남매 중 장남이다. 그의 영국인 아버지 앨런은 1996년 사망한 영국 육군 더럼 라이트 보병대의 광부 겸 원사였다. 그의 이탈리아인 어머니 에스더는 프라스카티 출신이었다. 존슨은 어렸을 때 스카우트와 함께 다양한 쇼에 출연했고, 텔레비전에서 방영된 연극에 출연했으며, 지역 교회 성가대에 가입했다. 그는 또한 낙하산 연대와 함께 영해군에서 복무했다.

## 사생활
존슨은 1968년 첫 부인 캐롤과 결혼했으며, 두 딸인 조앤 (1968년생)과 칼라 (1973년생)가 있다. 그들은 《The Razors Edge》 음반 작업 중에 이혼했다. 그는 현재 브렌다와 결혼하여, 플로리다주 새러소타에 살고 있다.
그는 뉴캐슬 유나이티드 FC의 열렬한 지지자로, 클럽의 전설 재키 밀번으로부터 이사회를 만나달라는 초청을 받아 1980년대 초 구단에 투자해 달라는 요청을 받았다.
2009년 9월, 존슨은 바렛식도로 진단되어, AC/DC가 《Black Ice》 지원으로 2010년 투어에서 여러 번 공연을 취소하게 되었다. 하지만 의사들은 이 병이 암으로 발전하는 것을 막을 수 있었다.
《선데이 타임스》 부자 목록에 따르면, 존슨은 2011년에 5천만 파운드의 가치가 있었다.
2014년 7월 9일, 존슨은 음악 산업에 기여한 공로를 인정받아 노섬브리아 대학교로부터 명예 음악 박사학위를 받았다. 2014년 10월 탑클리프 마을에 본사를 둔 요크셔주 치매 자선단 후원자가 됐다.

## 음반 목록

### 조르디
- 《Hope You Like It》 (1973년)
- 《Don't Be Fooled by the Name》 (1974년)
- 《Save the World》 (1976년)
- 《No Good Woman》 (1978년)

### AC/DC
- 《Back in Black》 (1980년)
- 《For Those About to Rock We Salute You》 (1981년)
- 《Flick of the Switch》 (1983년)
- 《Fly on the Wall》 (1985년)
- 《Who Made Who》 (1986년)
- 《Blow Up Your Video》 (1988년)
- 《The Razors Edge》 (1990년)
- 《AC/DC Live》 (1992년)
- 《Ballbreaker》 (1995년)
- 《Stiff Upper Lip》 (2000년)
- 《Black Ice》 (2008년)
- 《Rock or Bust》 (2014년)
- 《Power Up》 (2020년)